# Duroniella volucris
Duroniella volucris är en insektsart som beskrevs av Boris Petrovich Uvarov 1938. Duroniella volucris ingår i släktet Duroniella och familjen gräshoppor. Inga underarter finns listade i Catalogue of Life.